# Sandro Boeri
Sandro Boeri (Milano, 7 settembre 1950) è un giornalista italiano.

## Biografia
Figlio dell'architetta Cini Boeri e del neurologo Renato Boeri, è fratello maggiore dell'architetto Stefano Boeri e dell'economista Tito Boeri.
Laureato in Filosofia all'Università Statale di Milano, dal 1980 ha lavorato per 17 anni presso la redazione del settimanale Panorama, inizialmente come redattore (occupandosi di scienza, cultura, costume e ecologia) e poi, dal 1992 come caposervizio della sezione Scienza e Ambiente.
È diventato direttore della rivista mensile di divulgazione scientifica Focus nel 1995. Nel 1999 ha assunto anche la carica di direttore di Focus Extra e dei sottoprogetti legati alla pubblicazione principale (Focus Brain Trainer, Focus Junior, Focus Storia, focus.it e così via).
Nel 2003 ha vinto il Premio Capo d'Orlando, nel 2004 il Premiolino.
Nel giugno 2012 lascia la direzione del giornale e diventa consulente creativo per Gruner+Jahr/Mondadori, la casa editrice che pubblica Focus.
Nel 2014, per conto della Sovraintendenza di Roma ed Electa, sviluppa ForumApp, applicazione per la visita virtuale al Foro Romano.